# La Pointe Fauconnière
La Pointe Fauconnière este o arie protejată (sit de importanță comunitară — SCI) din Franța întinsă pe o suprafață de 766,35 ha, integral pe uscat.

## Localizare
Centrul sitului La Pointe Fauconnière este situat la coordonatele 43°09′20″N 5°41′48″E / 43.15556°N 5.69667°E.

## Înființare
Situl La Pointe Fauconnière a fost declarat arie specială de conservare în baza directivei 92/43 din 1992 referitoare la conservarea habitatelor naturale și a faunei și florei sălbatice pentru a proteja 5 specii de animale.

## Biodiversitate
Situată în ecoregiunea mediteraneană, aria protejată conține 17 habitate naturale: Dune împădurite cu Pinus pinea și/sau Pinus pinaster, Păduri de Quercus ilex și Quercus rotundifolia, Dune mobile de-a lungul țărmului cu Ammophila arenaria („dune albe”), Peșteri marine scufundate complet sau parțial, Păduri de pin mediteraneene cu pini mezogeni endemici, Vegetație anuală la limita mareei, Straturi cu Posidonia (Posidonion oceanicae), Recifuri, Matorral arborescenți cu Juniperus spp., Pante stâncoase calcaroase cu vegetație casmofită, Bancuri de nisip acoperite în permanență slab de apă marină, Peșteri inaccesibile publicului, Terase mlăștinoase și terase nisipoase neacoperite de apă la reflux, Faleze cu vegetație de Limonium spp. endemic de pe coastele mediteraneene, Dune de pe litoral fixate cu Crucianellion maritimae, Pseudostepă cu ierburi și specii anuale de Thero-Brachypodietea, Izvoare petrifiante cu formare de travertin (Cratoneurion).
La baza desemnării sitului se află mai multe specii protejate:
- mamifere (2): liliac cu aripi lungi (Miniopterus schreibersii), delfin mare (Tursiops truncatus)
- nevertebrate (2): Euplagia quadripunctaria, rădașcă (Lucanus cervus)
- reptile (1): Caretta caretta

Pe lângă speciile protejate, pe teritoriul sitului au mai fost identificate 1 specie de păsări.